# Ladislav Benýšek
Ladislav Benýšek (* 24. března 1975 v Olomouci) je bývalý český hokejový obránce.
Hrál v National Hockey League za tým Edmonton Oilers a Minnesota Wild.

## Hráčská kariéra
V roce 1994 byl draftován v NHL týmem Oilers v 11. kole 1994 (266. celkově) poté, co strávil minulé sezony v jeho rodném městě hrál za tým HC Olomouc z české ligy. Kvůli draftu, přiletěl do Severní Ameriky, a strávil sezónu 1994-95 s Cape Breton Oilers na farmě.
Benýšek se vrátil do Evropy pro příští dvě sezony, hrál za Olomouc a HC Sparta Praha. Poté opět strávit nějaký čas v Severní Americe, kde odehrál svoji první sezónu v NHL v ročníku 1997-98, ale po dvou zápasech se opět ocitl na farmě, kde hrál za Hamilton Bulldogs. Až na jednu výjimku od (Mighty Ducks of Anaheim) strávil na Spartě Praha.
V roce 2000 v NHL hrál za Minnesota Wild, kde strávil celý ročník. Pro příští dvě sezóny se nic nezměnilo. V jeho třetí sezóně s Wild hrál jen 14 zápasů, než byl poslán do AHL do Houston Aeros. Po ukončení sezóny se vrátil do Evropy, kde se připojil k HIFK ve Finsku. V roce 2006 se vrátil do Sparty Praha, kde byl pouhou jednu sezonu, než se přestěhoval do Francie do Dragons de Rouen. Sezónu 2008/09 strávil v týmu Totempo HvIK. Od roku 2009 působil v Italských klubech - (HC Fassa, Asiago Hockey 1935, SV Kaltern/Caldaro a HC Valpellice). Jeho posledním působištěm bylo v Braehead Clan hrající Elite Ice Hockey League.

## Ocenění a úspěchy
- 2005 Postup s týmem Leksands IF do SEL
- 2008 LM - All-Star Tým

## Prvenství
- Debut v NHL - 15. listopadu 1997 (Edmonton Oilers proti Calgary Flames)
- První asistence v NHL - 11. října 2000 (Minnesota Wild proti Philadelphia Flyers)
- První gól v NHL - 28. listopadu 2000 (San Jose Sharks proti Minnesota Wild, brankáři Steve Shields)

## Klubová statistika
| Sezóna       | Klub                  | Soutěž       |     | Základní část | Základní část | Základní část | Základní část | Základní část |   | Play off | Play off | Play off | Play off | Play off |
| Sezóna       | Klub                  | Soutěž       | Z   | G             | A             | B             | TM            | Z             | G | A        | B        | TM       |          |          |
| 1992-93      | HC Olomouc            | ČSHL         | 3   | 0             | 0             | 0             | 0             | —             | — | —        | —        | —        |          |          |
| 1993-94      | HC Olomouc 18         | ČHL-18       | —   | —             | —             | —             | —             | —             | — | —        | —        | —        |          |          |
| 1994-95      | Cape Breton Oilers    | AHL          | 58  | 2             | 7             | 9             | 54            | —             | — | —        | —        | —        |          |          |
| 1995-96      | HC Olomouc            | ČHL          | 33  | 2             | 4             | 6             | 12            | 4             | 0 | 0        | 0        | 8        |          |          |
| 1996-97      | HC Olomouc            | ČHL          | 15  | 0             | 1             | 1             | 6             | —             | — | —        | —        | —        |          |          |
| 1996-97      | HC Sparta Praha       | ČHL          | 33  | 3             | 5             | 8             | 28            | 5             | 0 | 0        | 0        | 2        |          |          |
| 1997-98      | HC Sparta Praha       | ČHL          | 3   | 0             | 0             | 0             | 4             | —             | — | —        | —        | —        |          |          |
| 1997-98      | Edmonton Oilers       | NHL          | 2   | 0             | 0             | 0             | 0             | —             | — | —        | —        | —        |          |          |
| 1997-98      | Hamilton Bulldogs     | AHL          | 53  | 2             | 14            | 16            | 29            | 9             | 1 | 1        | 2        | 2        |          |          |
| 1998-99      | HC Sparta Praha       | ČHL          | 49  | 8             | 10            | 18            | 45            | 8             | 0 | 1        | 1        | 2        |          |          |
| 1999-00      | HC Sparta Praha       | ČHL          | 51  | 1             | 5             | 6             | 47            | 9             | 0 | 0        | 0        |          |          |          |
| 2000-01      | Minnesota Wild        | NHL          | 71  | 2             | 5             | 7             | 38            | —             | — | —        | —        | —        |          |          |
| 2001-02      | Minnesota Wild        | NHL          | 74  | 1             | 7             | 8             | 28            | —             | — | —        | —        | —        |          |          |
| 2002-03      | Minnesota Wild        | NHL          | 14  | 0             | 0             | 0             | 8             | —             | — | —        | —        | —        |          |          |
| 2002-03      | Houston Aeros         | AHL          | 39  | 0             | 4             | 4             | 23            | 18            | 0 | 3        | 3        | 6        |          |          |
| 2003-04      | IFK Helsinky          | SM-l         | 39  | 2             | 1             | 3             | 14            | 13            | 0 | 0        | 0        | 2        |          |          |
| 2004-05      | IFK Helsinky          | SM-l         | 8   | 0             | 0             | 0             | 6             | —             | — | —        | —        | —        |          |          |
| 2004-05      | Leksands IF           | HAll.        | 16  | 1             | 0             | 1             | 30            | —             | — | —        | —        | —        |          |          |
| 2005-06      | IFK Helsinky          | SM-l         | 6   | 0             | 2             | 2             | 0             | —             | — | —        | —        | —        |          |          |
| 2005-06      | Leksands IF           | SEL          | 38  | 1             | 1             | 2             | 42            | —             | — | —        | —        | —        |          |          |
| 2006-07      | HC Sparta Praha       | ČHL          | 41  | 0             | 1             | 1             | 32            | 16            | 1 | 0        | 1        | 6        |          |          |
| 2007-08      | Rouen Hockey Élite 76 | LM           | 26  | 2             | 14            | 16            | 30            | 9             | 0 | 1        | 1        | 4        |          |          |
| 2008-09      | Totempo HvIK          | MeL          | 39  | 1             | 9             | 10            | 62            | —             | — | —        | —        | —        |          |          |
| 2009-10      | HC Fassa              | LIHG         | 34  | 2             | 3             | 5             | 24            | 6             | 0 | 0        | 0        | 4        |          |          |
| 2010-11      | Asiago Hockey 1935    | LIHG         | 27  | 1             | 4             | 5             | 41            | 17            | 1 | 1        | 2        | 4        |          |          |
| 2011-12      | SV Kaltern/Caldaro    | 1.LIHG       | 17  | 4             | 2             | 6             | 14            | —             | — | —        | —        | —        |          |          |
| 2011-12      | HC Valpellice         | LIHG         | 10  | 1             | 3             | 4             | 2             | 5             | 0 | 0        | 0        | 0        |          |          |
| 2012-13      | Braehead Clan         | EIHL         | 9   | 0             | 0             | 0             | 0             | —             | — | —        | —        | —        |          |          |
| Celkem v NHL | Celkem v NHL          | Celkem v NHL | 161 | 3             | 12            | 15            | 74            | —             | — | —        | —        | —        |          |          |

## Reprezentace
| Rok                       | Tým                       | Soutěž                    | Z  | G | A | B | TM |
| ------------------------- | ------------------------- | ------------------------- | -- | - | - | - | -- |
| 1997                      | Česko                     | MS                        | 9  | 0 | 1 | 1 | 6  |
| 1999                      | Česko                     | MS                        | 4  | 0 | 0 | 0 | 0  |
| 2000                      | Česko                     | MS                        | 9  | 1 | 0 | 1 | 2  |
| Seniorská kariéra celkově | Seniorská kariéra celkově | Seniorská kariéra celkově | 22 | 1 | 1 | 2 | 8  |